# Llista de les colònies portugueses
Aquesta és una llista dels territoris que van formar part de l'Imperi Portuguès ordenats alfabèticament.

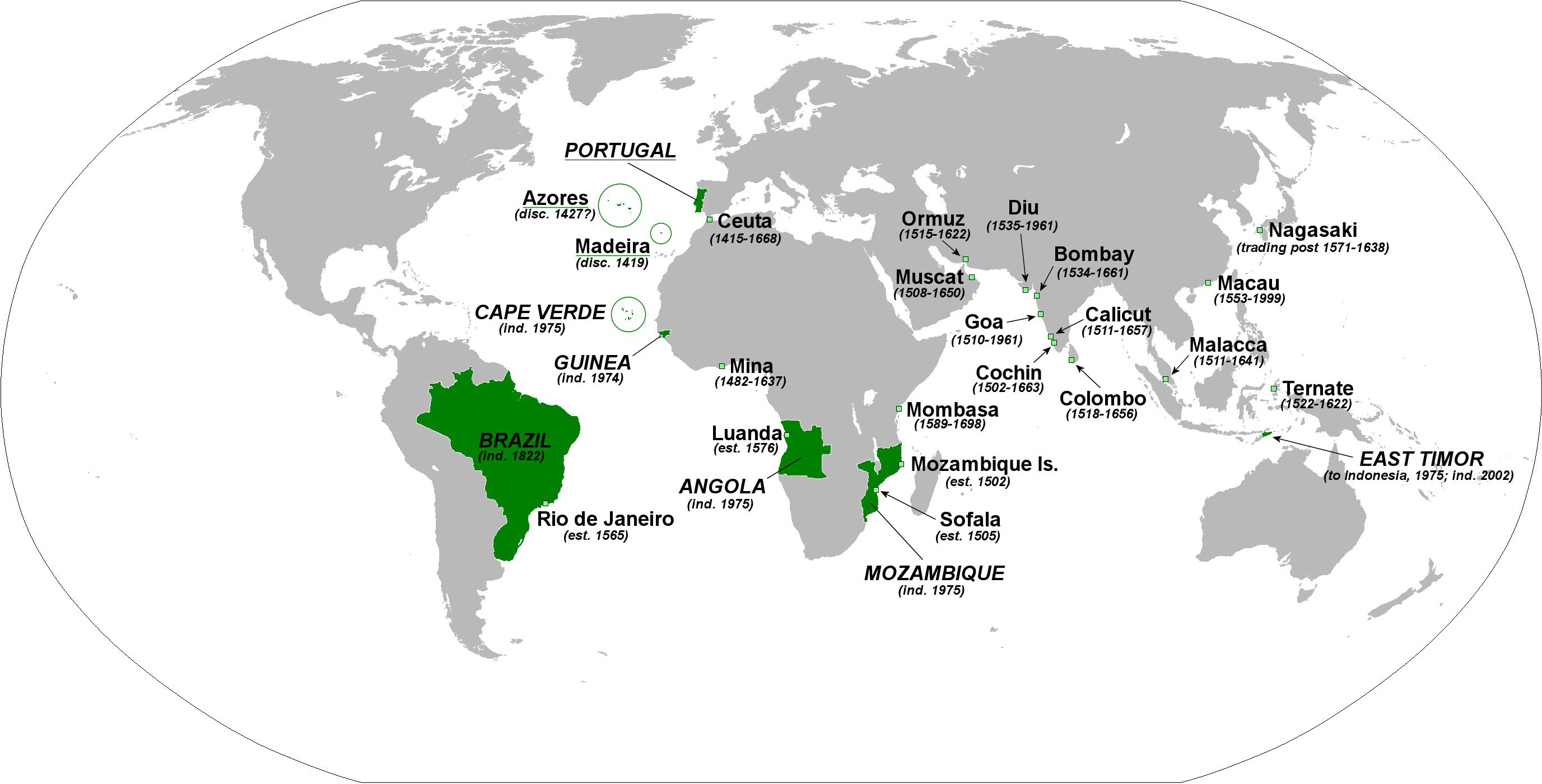
Països amb territoris històrics de l'Imperi Portuguès (anacrònic)

## A
- Accra (1557-1578)
- Açores - colònia (1427-1766); capitania-general (1766-1831); antic districte ultramar (1831-1976). Regió Autònoma des de 1976.
- Angola - colònia (1575-1589); colònia real (1589-1951); província ultramarina (1951-1971); estat (1971-1975). Esdevingut independent el 1975.
- Arguim - Factoria, va ser ocupada pels Holandesos (1455-1633).

## B
- Bahrein (1521-1602)
- Bandar Abbas (Iran) (1506-1615)
- Barbadels (1536-1620)
- Brasil - possessió coneguda com a Illa de Vera Cruz, posteriorment Terra de Santa Cruz (1500-1530); Colònia (1530- 1714); Virregnat (1714-1815); Regne Unit de Portugal, Brasil i Algarves (1815-1822), Esdevingut independent el 1822.

## C
- Cabinda - protectorat (1883-1887); districte del Congo (Portuguès) (1887-1921); intendència subordinada a Maquela (1921-1922); dependència amb el districte del Zaire (Portuguès) (1922-1930); Intendència del Zaire i Cabinda (1930-1932); intendència d'Angola (1932-1934); dependència d'Angola (1934-1945); restaurada com a districte (1946-1975). Controlada pel Front Nacional per l'Alliberament d'Angola com a part de l'Angola esdevinguda independent el 1975 no reconeguda per Portugal ni Angola.
- Cap Verd - colonització (1462-1495); domini de les colònies reals (1495-1587); colònia real (1587-1951); província ultramarina (1951-1974); República Autònoma (1974-1975). Independència el 1975.
- Ceilan - colònia (1597-1658). Els holandesos es van apoderar del seu control el 1656, Jaffna usurpada el 1658.
- Cisplatina - Ocupada per Portugal el 1808, Capitania del Regne Unit de Portugal, Brasil i Algarves el 1817, adherit com província a l'Imperi del Brasil el 1822 i esdevingut independent el 1827 amb el nom d'Uruguai.
- Costa del Ouro Portuguesa - (1482-1642), cedida a Costa del Ouro Holandesa el 1642

## F
- Fernando Pó i Ano Bom - colònies (1474-1778). Cedides a Espanya el 1778.

## G
- Guyana Francesa - ocupació (1809-1817). Restituïda a França el 1817.
- Guinea Portuguesa (actual Guinea Bissau)- colònia (1879-1951); província ultramarina (1951-1974). Independència unilateral declarada el 1973, reconeguda per Portugal el 1974.
  - Cacheu - capitania (1640-1879). Unió com Bissau el 1879.
  - Bissau - Sota colonització de Cacheu (1687-1696); capitania (1696-1707); abandonada (1707-1753); colònia separada de Cap Verd (1753-1879). Unió amb Cacheu el 1879.

## I
- Índia Portuguesa - província ultramarina (1946-1962). Annexada a Índia el 1961 i reconeguda per Portugal el 1974.
  - Baçaim (actualment Vasai-Virar) - possessió (1535-1739)
  - Bombai (també anomenada de "Mumbai") - possessió (1534-1661)
  - Cananor - possessió (1502-1663)
  - Calecute - plaça fortificada (1512-1525)
  - Cochim - possessió (1500–1663)
  - Chaul - possessió (1521-1740)
  - Chittagong (1528-1666)
  - Cranganor - possessió (1536-1662)
  - Daman - adquisició el 1559. Unió com a província ultramarina el 1946, annexada a Índia el 1961 i reconeguda per Portugal el 1974.
  - Diu - adquisició el 1535. Unió com a província ultramarina el 1946, annexada a Índia el 1961 i reconeguda per Portugal el 1974.
  - Dadrá i Nagar Haveli - adquisicions el 1779. Ocupades per l'Índia el 1954.
  - Goa - colònia (1510-1946). Esdevingut part de província ultramarina el 1946, annexada a Índia el 1961 i reconeguda per Portugal el 1974.
  - Hughli (1579-1632)
  - Coulão (1502-1661)
  - Masulipatão (1598-1610)
  - Mangalore (1568-1659)
  - Nagapattinam (1507-1657)
  - Paliacate (1518-1619)
  - Salsette (1534-1737)
  - São Tomé de Meliapore - colonització (1523-1662; 1687-1749)
  - Surate (1540-1612)
  - Thoothukudi (1548-1658)
- Indonésia (enclavaments) Possessions portugueses entre Els segles XVI-XIX.
  - Bante - Factoria portuguesa (Segle XVI-XVIII)
  - Flores - Possessió portuguesa (segle XVI-XIX)
  - Macassar - Factoria portuguesa (Segle XVI-XVII)

## L
- Laquedivas (1498-1545)
- Liampó (1533-1545)

## M
- Macau - establiment (1553-1557), territori cedit per Xina subordinat a Goa (1557-1844); província ultramarina conjunta amb Timor Oriental (1844-1883); província ultramarina conjunta amb Timor Oriental amb relació a Goa (1883-1896); província ultramarina el relació a Goa (1896-1951); província ultramarina (1951-1975); territori xinès sota administració portuguesa (1975-1999). Restituïda a República Popular de la Xina com Regió administrativa especial el 1999.
  - Península de Macau - establiment dels portuguesos el 1553 o el 1554
  - Coloane - ocupació el 1864
  - Taipa - ocupació el 1851
  - Illa Verda - incorporada el 1890
  - Illes Lapa, Dom João i Montanha - ocupació oficial (1938-1941). Presa de nou al Japó i restituïda a la Xina.
- Madeira - possessió (1418-1420); colònia (1420-1580); colònia real (1580-1834); districte (1834-1976). Declarada Regió Autònoma el 1976.
- Malaca - conquerida (1511-1641); perduda per als holandesos.
- Maldivas - ocupació (1558-1573)
- Marroc (enclavaments):
  - Ceuta - possessió (1415-1668). Fou cedida a Espanya el 1668.
  - Aguz (1506-1525)
  - Al-Ksar es-Seghir (1458-1550)
  - Arzila (1471-1550; 1577-1589). Restituïda al Marroc el 1589.
  - Azamor (1513-1541). Ciutat restituïda al Marroc el 1541.
  - Essaouira (antigament anomenada "Mogador") (1506-1525)
  - Mazagão/El Jadida (1485-1550); possessió (1506-1769). Incorporació al Marroc el 1769.
  - Safim (1488-1541)
  - Santa Cruz del Cabo de Gué/Agadir (1505-1541)
  - Tânger (1471-1662). Cedida a Anglaterra el 1662.
- Mascat (Oman) - possessió portuguesa subordinada al Virregnat de Goa (1500-1650).
- Melinde - Factoria portuguesa (1500-1630).
- Moçambic - possessió (1498-1501); subordinada a Goa (1501-1569); capitania-general (1569-1609); colònia subordinada a Goa (1609-1752); colònia (1752-1951); província ultramarina (1951-1971); estat (1971-1974); governo de transició integrant representants de Portugal i del Frelimo (1974-1975). Independència el 1975.
- Molucas
  - Amboina - colonització (1576-1605)
  - Ternate - colonització (1522-1575)
  - Tidore - colònia (1578-1605). Capturada pels holandesos el 1605.
- Mombassa (Kenya) - ocupació (1593-1638); colònia subordinada a Goa (1638-1698; 1728-1729). Sota sobirania d'Oman des de 1729.

## N
- Nagasaki (1571-1639). Perduda als holandesos.

## O
- Ormuz - possessió subordinada a Goa (1515-1622). Incorporada a l'Imperi Persa el 1622.
  - Forte de Queixome - construït a l'Illa de Qeshm, a l'Estret d'Ormuz (1621-1622)
  - Forte de Nossa Senhora da Conceição de Ormuz - Illa de Gerun, a l'Estret d'Ormuz (1615-1622)

## Q
- Quíloa - possessió (1505-1512)

## S
- Nova Colònia del Sacramento - colònia (1680; 1683-1705; 1715-1777). Cedida a Espanya el 1777.
- São João Baptista de Ajudá - fort subordinat al Brasil (1721-1730); subordinada a São Tomé i Príncipe (1865-1869). Annexada a Daomé el 1961.
- São Jorge da Mina (1482-1637). Ocupació holandesa el 1637.
- São Tomé i Príncipe - colònia real (1753-1951); província ultramarina (1951-1971); administració local (1971-1975). Independència el 1975. Unió amb l'Illa del Príncipe el 1753.
  - São Tomé - possessió (1470-1485); colònia (1485-1522); colònia real (1522-1641); administració durant l'ocupació holandesa (1641-1648). Ocupació francesa el 1648.
  - Illa del Príncipe - colònia (1500-1573). Unió amb São Tomé el 1753.
- Socotora - possessió (1506-1511). Esdevingut part del Sultanat Mahri de Qishn i Suqutra.

## T
- Timor Oriental - colònia subordinada a Índia Portuguesa (1642-1844); subordinada a Macau (1844-1896); colònia separada (1896-1951); província ultramarina (1951-1975); república i proclamada Independència unilateral, annexada a Indonèsia (1975-1999), reconeixement de l'ONU com territori portuguès. Administració de l'ONU de 1999 fins a la independència el 2002.
- Tanganica (Actual Tanzània) - Establiments portuguesos ubicats al litoral (1500-1630).

## Z
- Zanzíbar - possessió (1503-1698). Esdevingut part d'Oman el 1698.
- Ziguinchor (1645-1888). Cedit als francesos el 1888.